# یام‌خانه، نخجوان
یام‌خانه (به لاتین: Yamkhana) یک منطقهٔ مسکونی در جمهوری آذربایجان است که در جمهوری خودمختار نخجوان واقع شده‌است. یام واژه‌ای مغولی و به معنای پیک و اسب چاپار است و یام‌خانه یعنی چاپارخانه.